# Eupromerella semigrisea
Eupromerella semigrisea là một loài bọ cánh cứng trong họ Cerambycidae.